# ドリーミング (テレビ制作会社)
株式会社ドリーミングは、かつて存在したテレビ番組の企画・制作を行うプロダクション企業である。

## 略歴
当時、キネマ東京から株式会社スタープロジェクトのプロデューサーだった本間謙二が制作集団に結成される。
2010年、本間と従業員は、株式会社ノスコ・コンフィデンシャルに移したため、会社は解散となった。

## 会社概要

### 所在地
- 〒106-0047 東京都港区南麻布3-11-53　リズ南麻布

### 設立年月日
- 2003年（平成15年）1月17日

### 役員
- 代表取締役社長：本間謙二

### 主要取引先
- 日本テレビ放送網株式会社
- 株式会社TBSテレビ
- 株式会社フジテレビジョン
- 株式会社テレビ朝日
- 株式会社テレビ東京
- 関西テレビ放送株式会社
- 毎日放送株式会社

## 所属スタッフ
- 本間謙二（代表者、プロデューサー）
- 中原智樹（チーフディレクター）
- 牛山淳志（ディレクター）

## 主な制作番組
- 温泉名物女将!湯の町事件簿シリーズ（フジテレビ系・金曜プレステージ〔前：金曜エンタテイメント〕）
- 浅野ゆう子の仰天グルメ旅シリーズ（テレビ朝日系・日曜ワイド）
- 密着!女子刑務所（日本テレビ系・スーパーテレビ情報最前線）
- ウンナン&マチャミの日本一素敵なサイテー大賞（日本テレビ系・スーパースペシャル⇒THE スペシャル）
- 秘境とニッポン交換生活（テレビ朝日系・スイスペ!）
- ベトナム縦断!珍家族お騒がせツアー（テレビ朝日系・サンデープレゼント）
- 世にも不便な物語（テレビ朝日系・日曜ワイド）
- 名料理人がこっそり教える料理自慢の宿（テレビ朝日系・スイスペ!）
- これで円満!男と女血液型相談室（テレビ朝日系・スイスペ!）
- あなたは信じられるか!?超マジック奇跡の空間（テレビ朝日系・スイスペ!）
- 湯けむり!あったか!風呂自慢の我が家大特集（テレビ東京系・日曜ビッグバラエティ）